# Maximilian Köllner
Maximilian Köllner (* 25. August 1991 in Eisenstadt) ist ein österreichischer Politiker (SPÖ). Er ist seit 2019 Abgeordneter zum österreichischen Nationalrat sowie seit März 2022 Bürgermeister der Gemeinde Illmitz.

## Leben
Der in Illmitz im Burgenland aufgewachsene Maximilian Köllner absolvierte nach seiner Matura an der Handelsakademie Neusiedl am See im Jahr 2010 den sechsmonatigen Grundwehrdienst im Österreichischen Bundesheer. Ab 2011 studierte er an der Universität Wien das Fach Politikwissenschaft, welches er mit dem akademischen Grad Master of Arts abschloss. Von 2016 bis 2019 war Köllner als Referent des damaligen burgenländischen Landeshauptmannes Hans Niessl tätig.
Ende 2023 wurde er zum Präsidenten des ASKÖ Burgenland gewählt.

## Politik
Maximilian Köllner ist seit 2012 Mitglied des Gemeinderates in seiner Heimatgemeinde Illmitz. Seit 2017 ist er SPÖ-Ortsparteivorsitzender und Gemeindevorstand in Illmitz. Im Februar 2019 löste er gemeinsam mit dem burgenländischen Landtagsabgeordneten aus Gols Kilian Brandstätter Hans Niessl als SPÖ-Bezirksvorsitzender im Bezirk Neusiedl am See ab. Bei der Nationalratswahl 2019 kandidierte er als Spitzenkandidat der SPÖ Burgenland im Regionalwahlkreis 1A (Burgenland Nord) und schaffte den Einzug in den Nationalrat.